# 学問・文系 (2ちゃんねる・5ちゃんねるカテゴリ)
学問・文系（がくもん・ぶんけい）は、匿名掲示板2ちゃんねる（2ちゃんねる (2ch.net)、2ちゃんねる (2ch.sc)、5ちゃんねる）のカテゴリの1つである。各種文系学問に関する話題を話す板をまとめている。

## 歴史
- 1999年7月 - 現文学板(当時は文学、本雑誌板)新設
- 1999年7月5日 - 歴史板新設
- 1999年7月10日 - English板・芸術デザイン板新設
- 1999年11月11日 - 言語、心理学板新設
- 1999年12月12日 - 社会学板新設
- 2000年1月6日 - 現民俗・神話学板(当時は民族、人類、神話板)新設
- 2000年1月11日 - 世界史板新設、歴史板を日本史板に改称
- 2000年1月18日 - 現ハングル板(当時は韓国・朝鮮板)新設
- 2000年1月21日 - 哲学板新設
- 2000年1月31日 - 学問カテゴリが文系と理系に分かれる
- 2000年2月15日 - 古文・漢文板新設
- 2000年2月 - 中国板新設
- 2000年2月21日 - 現外国語板(当時は語学板)・言語学板新設、言語、心理学板を心理学板に改称
- 2000年2月25日 - 地理・人類学板新設
- 2001年4月4日 - 司法試験板新設、旧地理・人類学板を地理お国自慢板に改称、フォルダ名を変更して新地理・人類学板新設
- 2001年4月16日 - 台湾板新設
- 2003年10月15日 - 考古学板新設
- 2004年8月15日 - 経済学板・法学板新設
- 2005年11月19日 - 日本近代史板新設
- 2007年3月24日 - 教育学板新設
- 2007年2月11日 - 詩文学板新設
- 2008年12月3日 - アメリカ板新設
- 2008年12月10日 - 方言板新設
- 2014年3月3日 - 隠し板のMyanmar板・Yangon板が学問・文系カテゴリに追加される

## 掲示板
28個の板からなる。（2021年2月現在）

### 心理学板
心理学に関する話題を扱う板。

### 言語学板
言語学に関する話題を扱う板。

### 方言板
方言に関する話題を扱う板。

### 教育学板
教育学に関する話題を扱う板。

### 社会学板
社会学に関する話題を扱う板。

### 経済学板
経済学に関する話題を扱う板。

### 文学板
文学に関する話題を扱う板。

### 詩文学板
詩文学に関する話題を扱う板。
創作は扱わず、新旧問わずさまざまな詩人の詩を文学的に考察したり、内容などについて議論しており、詩・ポエム板とは住み分けがなされている。

### 日本史板
日本史に関する話題を扱う板。正式には幕末以前の歴史を扱う。
2ちゃんねるではもともと日本史・世界史ともに歴史板で扱われていたが、住人の増加により2000年1月11日に日本史板・世界史板に分割された。歴史板のサーバー名 history は日本史板に引き継がれ、世界史板はwhisとなったため、形式上は歴史板が日本史板に改名した形となっている。
2005年11月19日日本近代史板が開設され、幕末以降の日本史はここで扱われることになっているが、実際には日本史板でも幕末以降の話題が多く扱われている。

### 日本近代史板
日本の近代史（幕末以降）に関する話題を扱う板。
「日本史板のスレ保持数に余裕がなく、貴重なスレが消えてしまっている」という理由により、2005年11月19日に日本史板から分離し開設される。

### 世界史板
世界史に関する話題を扱う板。
人類の長い歴史のうち日本史以外のほぼ全ての歴史を対象とするため、扱う国や民族・地域・時代が非常に広範囲なことが特徴である。日本史は対象外であるが、スレッドの中で日本に関する話題が持ち出されることはしばしばある。
もともと2ちゃんねるでは日本史と世界史は歴史板という一つの板に統合されていたが、住人の増加により日本史板・世界史板の二つに分離された。
歴史板のサーバー名は history であり、それが日本史板 history のサーバー名に引き継がれ、世界史板はwhisとなったため、形式上は歴史板が日本史板に改名され、世界史板が分離独立した形となっている。このwhisはworld historyの頭文字である。

### 考古学板
考古学に関する話題を扱う板。
正式名称は「考古学(仮)＠2ch掲示板」。
2003年10月15日、古生物学に関する板が地球科学板や野生生物板にまたがることから、古生物学と考古学の区別がつかなかった管理人によって勘違いで設置された。新規住人によってそれを指摘され、最終的に古生物学は扱わないことに決定された。ローカルルールではネアンデルタール人、猿人などの旧人の生態・遺伝学に関する話題は地理・人類学板や生物板、マンモスなどの古生物の生態に関する話題は生物板か野生生物板、化石・恐竜などの話題は地球科学板、海底遺跡・ムー大陸など遺跡を伴わない伝説に関する話題はオカルト板、邪馬台国など歴史書・古文書を中心とする話題は日本史板か世界史板で扱うとされている。

### 民俗・神話学板
民俗学、文化人類学、神話に関する話題を扱う板。正式名称は「民俗学・神話学＠2ch掲示板」。

### 古文・漢文板
古文や漢文や漢字に関する話題を扱う板。

### ENGLISH板
英語に関する話題を扱う板。アメリカ英語やイギリス英語だけではなく、オーストラリア英語やアジア英語の話題も扱う。

### アメリカ板
アメリカ合衆国に関する話題を扱う板。

### ハングル板
朝鮮半島や在日コリアンに関する話題を扱う板。通称「ハン板」。
全体的に大韓民国・朝鮮民主主義人民共和国に対して批判的な立場にあり、マスメディアでの扱いが消極的ないしは皆無な竹島の領土問題や剣道（コムド）などの韓国起源説問題、海難事故などの日韓問題に関する話題を主に扱っている。
なお、ハングル板閲覧時はハングルが表示可能な2ちゃんねるブラウザである JaneNida の使用が推奨されている。
板開設当初からしばらくの間「名無しの名前」（デフォルト名無し）が設定されていなかったことから、固定ハンドルを用いる板利用者が増え、現在も固定ハンドル使用者が多い板の一つとなっている。この傾向は掛け持ちの利用者が多いと思われる東アジアnews+板（朝鮮半島情勢+板）にも波及している。

#### 板名の由来
板名が「朝鮮」または「韓国」だった場合、「朝鮮」だった場合は在日本大韓民国民団から、「韓国」だった場合は在日本朝鮮人総連合会からのそれぞれの抗議を想定され、それを避けるためにハングル板になったとされる。世間では稀に「ハングル文字」「ハングル語」などという記述が見られる場合があるが、ハングルとは「ひらがな」「カタカナ」等とおなじく文字の名前であり、「-文字」「-語」という用法は誤りである。

### 中国板
中華人民共和国に関する話題を扱う板。

### 台湾板
台湾に関する話題を扱う板。

### ミャンマー板
ミャンマーに関する話題を扱う板。以前は「また挑戦。」という名前で掲示板メニューに表示されていない隠し板だった。

### ヤンゴン(仮)板
ヤンゴンに関する話題を扱う板。以前は「また挑戦2。」という名前で掲示板メニューに表示されていない隠し板だった。

### 地理・人類学板
地理学、人類学に関する話題を扱う板。

### 地理お国自慢板
お国自慢をするための板。ここでいう"国"は、アメリカ合衆国,中華人民共和国,インド共和国のようなCountryでなく、武蔵国,相模国,摂津国のような日本における旧国（Prefecture、現在の都道府県）である。自分の愛する地域を自慢し合う板、と言うよりも地域の批判や愚痴を書き込む者が多い。正式名称は「地理・お国自慢＠2ch掲示板」。

#### 板の歴史
- 2000年2月25日　サーバ新設(server)
- 2001年6月21日　サーバ移転(→ebi)
- 2002年2月2日　サーバ移転(→choco)
- 2002年5月2日　サーバ移転(→ex)
- 2002年5月13日　サーバ移転(→academy)
- 2002年10月16日　サーバ移転(→cocoa)
- 2003年1月17日　サーバ移転(→travel)
- 2004年5月11日　サーバ移転(→travel2)
- 2007年1月11日　サーバ移転(→travel3)[1]
- 2007年4月9日　サーバ移転(→love6)
- 2010年8月2日　サーバ移転(→kamome)
- 2011年12月10日　サーバ移転(→ikura)

### 外国語板
英語を除く外国語に関する話題を扱う板。正式名称は「外国語（英語除く）＠2ch掲示板」。
人気のあるドイツ語・フランス語・中国語・スペイン語・イタリア語・ロシア語は数スレを用いてかまわない慣習になっている。また、本来ハングル板で取り扱うはずの朝鮮語に関する話題のスレッドも、ハングル板が嫌韓の溜まり場となっている現状から外国語板に避難せざるを得ない状態となっている。

### 芸術デザイン板
芸術やデザインに関する話題を扱う板。

### 哲学板
哲学に関する話題を扱う板。

### 法学板
法学に関する話題を扱う板。
2004年4月に始められた法科大学院制度を受けて、2ちゃんねるの司法試験板では、法科大学院ごとのスレッドや、各法科大学院の受験を目指す者の話題に関するスレッド、法科大学院制度に批判的な意見を話題にするスレッドが乱立するなど、大きな混乱が生じていた。板の住民も、法科大学院の入学を目指す者及び法科大学院経由で新たな司法試験（新司法試験）の受験を目指す者と、従来の司法試験（旧司法試験）の受験を目指す者などに分断され、元々議論好きが集まっている板の性格から、各グループの住民が反目し合い、自治ルールを巡る議論も激しくなった。そのような議論の中で、板を分割して再編し、住民ニーズに合った棲み分けを求める意見が大勢となった。板の分け方についても激しい議論となったものの、2ちゃんねる運営によって予告なく法学板が新たに設立され、司法試験板における板分割議論は収束した。もっとも、法学板の設置は必ずしも司法試験板住民のニーズに沿っていたとは言いがたかったため、司法試験板内部の住民対立はそのままに、法学板への書き込みは低調なまま推移した。
スレッドの内容は法学に関する話題を中心としているものの雑多で、法律相談や時事問題、法学業界や政治的主張に関する話題も多い。

### 司法試験板
司法試験などに関する話題を扱う板。元は司法試験という一つの試験の受験を目指す者やその合格者が、受験科目や受験生活、法学や法律に関する事柄を話題とする板だった。しかし、2004年の法科大学院制度導入前後から、法科大学院入学を目指す者、法科大学院生、法科大学院修了生、司法試験受験生（新司法試験受験生、旧司法試験受験生）、司法試験予備試験の受験生、司法修習生、法曹など、バラエティに富んだ住民が、司法試験を中心として様々な事柄に関する話題を扱う板となっている。
2000年代初め、国の司法制度改革に関する議論が高まる中で、司法試験や司法修習など、法曹養成に関わる制度も大きく改革することが検討され始めた。司法試験板住民にとって最も大きな関心は、法科大学院制度とその修了者のみが受験資格を得る新司法試験、及び、新制度が始まるまでの旧司法試験の扱いなどの移行措置に集まった。新制度開始前から板の住民は、その進路や新制度に対する考え方によって大きく分断され、元々議論好きが集まっている板の性格から、激しい対立と議論が生じた。2004年4月、実際に法科大学院制度が開始されると住民の分断は決定的となり、各グループごとのスレッド乱立による混乱も相俟って、その対立は一層激しくなった。こうした議論の中で板分割を求める意見が大勢を占め、板の分け方に関する議論も進められた。同年8月、2ちゃんねる運営の裁定によって、予告なく法学板が設置され、分割議論は収束した。もっとも、分割議論は収束したものの、司法試験板住民の構成や混乱状況はそのままに、法学板への書き込みも低調なままとなった。
法科大学院制度開始から時間が経つと、身元の究明を嫌った法科大学院生が司法試験板への書き込みを避けるようになったことや旧制度に関わる者が減少したこと、司法試験の受験生数自体が減少したことや法科大学院の人気が期待に反して上がらなかったことなどを原因として、司法試験板の書き込み数も減少していった。各グループ間の対立も緩和され、各スレッドごとの棲み分けも進み、共通の話題に関しては平穏に書き込む素地も出来た。